# Jordhøj und Ormhøj
Die eng benachbarten Ganggräber Jordhøj und Ormhøj (auch Ormehøj) liegen zwischen den Dörfern Voldstedlund und Katbjerg, ungefähr 100 m nördlich der Straße von Mariager nach Hobro, in der Nähe des Kongehøjen bei Voldstedlund in der dänischen Mariagerfjord Kommune in hohen Erdhügeln. Sie wurden vor etwa 5.200 Jahren in der Mitte der Jungsteinzeit von den Trägern der Trichterbecherkultur (TBK) errichtet. Das Ganggrab ist eine Bauform jungsteinzeitlicher Megalithanlagen, die aus einer Kammer und einem baulich abgesetzten, lateralen Gang besteht. Diese Form ist primär in Dänemark, Deutschland und Skandinavien, sowie vereinzelt in Frankreich und den Niederlanden zu finden. 

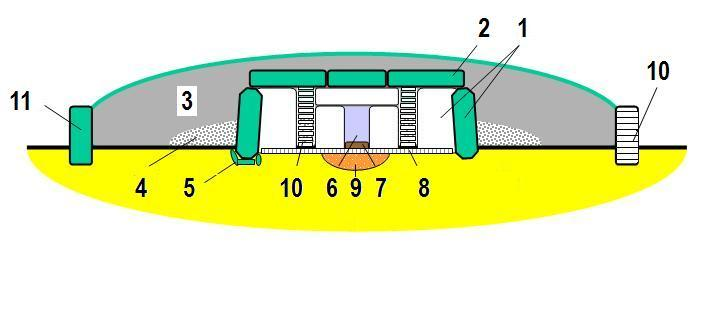
Schema Ganggrab (Querschnitt) 1=Trag-, 2= Deckstein, 3=Erdhügel, 4=Dichtung, 5=Verkeilsteine, 6=Zugang, 7= Schwellenstein. 8=Bodenplatten, 9=Unterbodendepots, 10=Zwischenmauerwerk 11=Randsteine

Neolithische Monumente sind Ausdruck der Kultur und Ideologie neolithischer Gesellschaften. Ihre Entstehung und Funktion gelten als Kennzeichen der sozialen Entwicklung.

## Jordhøj
(56° 38′ 6,8″ N, 9° 54′ 37,7″ O)

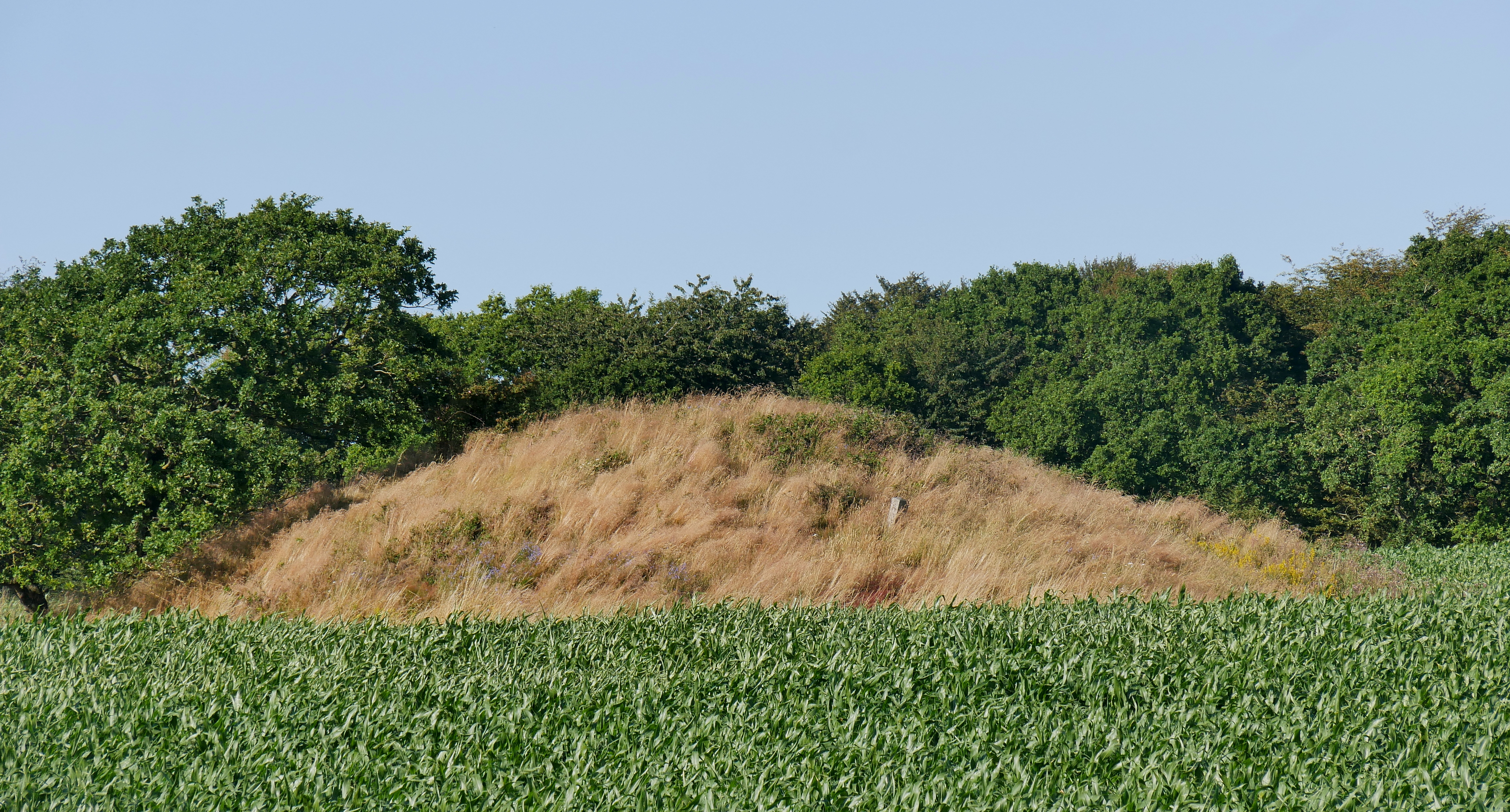
Jordhøj von der Straße aus gesehen

Der östliche der beiden Hügel, der Jordhøj (Erdhügel), enthält ein typisch jütländisches Ganggrab. Es hat eine ovale oder polygonale Kammer, die aus sieben megalithischen Findlingen errichtet worden ist, deren Lücken mit Zwischenmauerwerk ausgefüllt sind. Die Kammer wurde mittels zweier Decksteine bedeckt. Im Südosten führt ein etwa sechs Meter langer Gang, mit Schwellensteinen an beiden Enden, in die Kammer. Der Gang hat eine enge Eintrittsöffnung und erweitert sich in Richtung der Kammer leicht trichterförmig.
Das Ganggrab wurde zweimal ausgegraben. Das erste Mal im Jahre 1890 durch das Nationalmuseum, als die Kammer unberührt vorgefunden wurde. Auf dem Fußboden lagen gehauene Planken aus Holz, steinerne Messer und Töpfe der letzten Bestattungen. In den 1960er Jahren grub das Vorgeschichtliche Museum Moesgård das Gebiet vor und zu beiden Seiten des Zugangs aus. Vor dem Zugang wurden die Reste von zwei oder mehr vermuteten Ausräumungen gefunden. Viele Scherben, die vor und hinter den Randsteinen des Hügels zu beiden Seiten des Zugangs gefunden wurden, gehören zu mehr als 50 reich verzierten Gefäßen, die im Laufe der Jahre auf den Randsteinen vermutlich im Zusammenhang mit Ritualen oder Begräbnissen deponiert wurden.
Wie bei anderen Ganggräber handelte es sich auch beim Jordhøj um ein Kollektivgrab, dessen Geschichte durch die Ausgrabung ziemlich gut ermittelt worden ist. Die 14C-Datierung eines Stücks Birkenrinde, das zwischen den Platten des Trockenmauerwerks gefunden wurde, belegt, dass das Ganggrab etwa 3200 v. Chr. gebaut wurde. Die Kammer wurde in den folgenden 200 bis 300 Jahren verwendet. Die Nutzer waren Leute, die der Trichterbecherkultur angehörtem, die unter anderem durch den Gebrauch eines trichterförmigen Behälters charakterisiert ist. Die Trichterbecherkultur endete 2800 v. Chr. und das Ganggrab blieb in den folgenden Jahrhunderten ungenutzt. Der Randsteinring zerfiel und wurde durch Erde des Hügels bedeckt. Das Grab wurde erneut für Bestattungen genutzt, nachdem die Schnurkeramiker die alten Inhalte ausgeräumt hatten. Der Zugang wurde am Ende mit einer Steinplatte geschlossen und erst ungefähr 4.000 Jahre später, bei der Ausgrabung von 1890 erneut geöffnet.
Während der Dolchzeit wurden die Toten in Holzsärgen mit Feuersteindolchen als Grabbeigaben begraben. Im Zusammenhang mit diesen Begräbnissen wurde der Hügel vermutlich vergrößert und außen ein zweiter Ring aus kleineren Randsteinen angefügt.
Die Art, in der der Hügel aufgeführt wurde, machte ihn wasserundurchlässig, weshalb die Erhaltungsbedingungen für organische Materialien (Holz und Birkenrinde) besonders gut waren. Selten wurden organische Materialien nach 5.000 Jahren in solch einem guten Zustand gefunden. Die Steinkonstruktion von Kammer und Gang wurde mit einer Schicht von Steinen bedeckt, über die ein Hügel von Plaggen aufgebaut wurde. Der Randsteinkreis wurde um die Basis mit einem Kranz weißen zerbrannten Feuersteins belegt. Im Boden um den Jordhøj kann man noch eine Menge des Feuersteins sehen. Ein Modell des Jordhøj kann im Mariager Museum besichtigt werden.

## Ormehøj oder Ormhøj

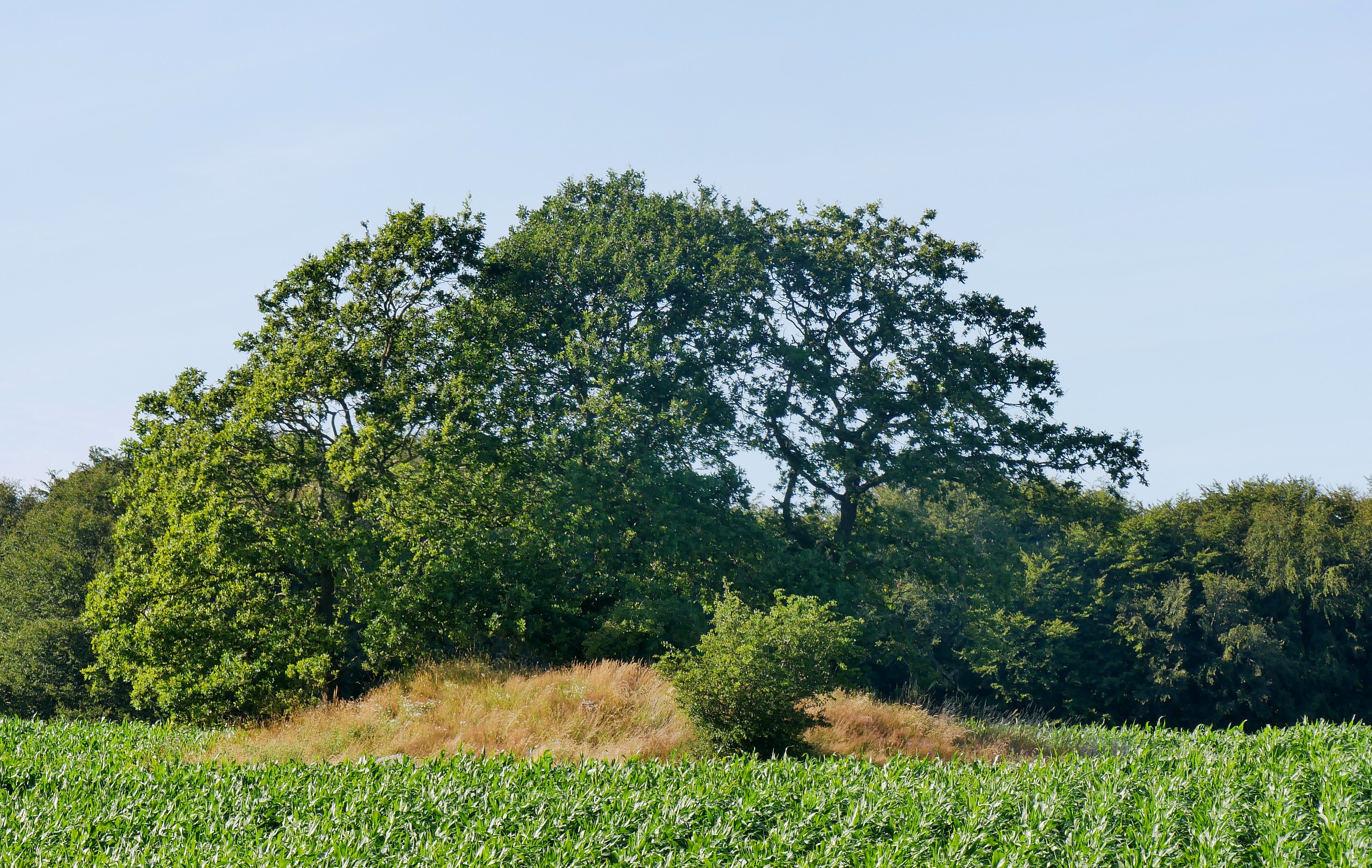
Ormhøj von der Straße aus gesehen

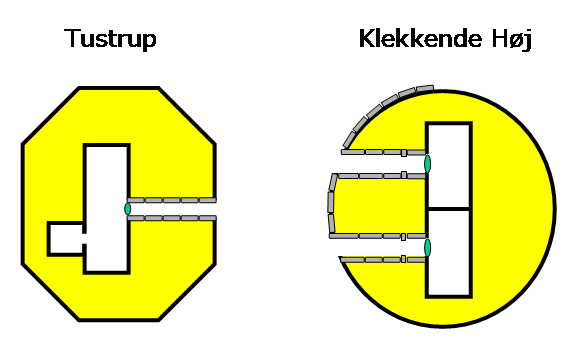
Ormhøj mit Nebenkammer – im Schema links

(56° 38′ 6,5″ N, 9° 54′ 30,4″ O) Ormhøj deutsch Wurmhügel. Wer nicht durch den engen langen Gang in den Jordhøj kriechen will, kann sich den nahen Ormehøj (Würmerhügel) ansehen. Da er keine Decksteine mehr hat, kann man von oben in die Kammer sehen. Sie ist ebenfalls oval und hat 10 Tragsteine. Ihr Zugang liegt auf der Ostseite. Er hat nur auf dem inneren Teil seine Decksteine behalten. Gegenüber dem Gang in der rückwärtigen Wand gibt es eine verhältnismäßig große Nebenkammer, (dän. Bikammer) bestehend aus drei Tragsteinen und einem Deckstein. Derartige Kammern sind äußerst selten. In den etwa 500 bewahrten Ganggräbern in Dänemark gibt es lediglich 30.